# Kraterschlacht
Petersburg I – Petersburg II – Jerusalem Plank Road – Staunton River Bridge – Sappony Church – Reams Station I – Deep Bottom I – Kraterschlacht – Deep Bottom II – Globe Tavern – Reams Station II – New Market Heights – Peebles Farm – Darbytown & New Market Roads – Darbytown Road – Fair Oaks & Darbytown Road – Boydton Plank Road – Hatchers Run – Fort Stedman
Die Kraterschlacht war eine Schlacht des Amerikanischen Bürgerkrieges. Sie fand am 30. Juli 1864 im Rahmen der Belagerung von Petersburg östlich der damals zweitgrößten Stadt Virginias, Petersburg, statt.

## Vorgeschichte
Anfang Juli hatte der Oberbefehlshaber des US-Heeres, Generalleutnant Grant, das VI. Korps und Teile des Kavalleriekorps der Potomac-Armee unter der Führung Generalmajor Sheridans aus der Front vor Petersburg herausgezogen, um das II. Korps der Nord-Virginia-Armee unter Generalleutnant Jubal Anderson Early im Shenandoahtal zu bekämpfen. Der Oberbefehlshaber der Potomac-Armee, Generalmajor Meade, sah deswegen keine Möglichkeit für offensive Aktionen gegen die Nord-Virginia-Armee beiderseits und vor Petersburg.
Seit den gescheiterten Angriffen auf Petersburg Anfang und Mitte Juni ragte ein überhöhter konföderierter Frontvorsprung (genannt Elliot’s Salient) bis 140 m an die Stellungen des IX. Korps heran. Der Kommandeur des 48. Pennsylvania Infanterieregiments, Oberstleutnant Henry Pleasants, von Zivilberuf Bergbauingenieur im Eisenbahntunnelbau, schlug dem Kommandierenden General des IX. Korps, Generalmajor Ambrose Burnside, vor, diese Bastion der Konföderierten mit einem Stollen zu unterminieren und in die Luft zu sprengen. Meade stimmte diesem Plan wenig begeistert zu, wohl hauptsächlich, weil dadurch die Soldaten beschäftigt seien.
Widerwillig hatte auch Generalleutnant Grant dem Plan Burnsides zugestimmt. Mit dem Fortschreiten der Arbeiten am Stollen sah er jedoch eine erneute Möglichkeit, die Stellungen der Konföderierten zu durchbrechen und Petersburg zu nehmen. Deshalb befahl er der Potomac-Armee eine Operation auf dem rechten Flügel nördlich des James durchzuführen. Tatsächlich wurde General Lee durch die Erste Schlacht bei Deep Bottom gezwungen, Truppenteile aus der Front vor dem IX. Korps herauszuziehen. Generalleutnant Grant befahl den Angriffsbeginn für den 30. Juli. Um einen eventuellen Erfolg sofort ausnutzen zu können, ließ Generalmajor Meade die beiden benachbarten Korps so bereitstellen, dass sie den Angriff in die Tiefe fortführen konnten.

## Ausgangslage

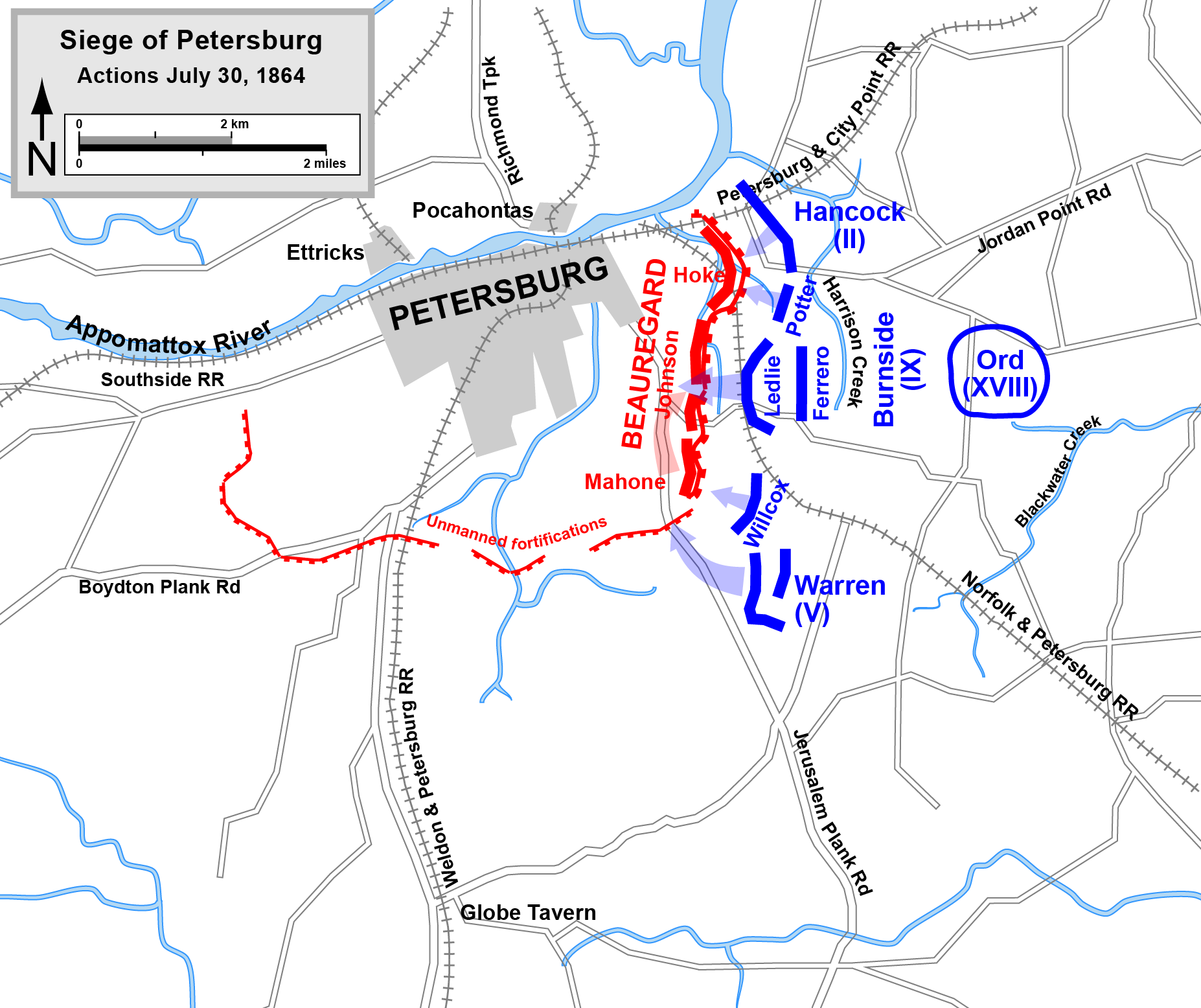
Stellungen bei Petersburg am 30. Juli 1864rot: konföderierte Truppen
blau: Unionstruppen

Der Plan der Bergleute aus Pennsylvania wurde von den Heerespionieren geringschätzig betrachtet. Schließlich war es noch nie gelungen, einen Stollen über eine Länge von mehr als 120 m unter eine Stellung zu treiben. Deshalb erhielt Oberstleutnant Pleasants keine personelle oder materielle Unterstützung durch den Armeepionierführer. Die Potomac-Armee stellte weder zusätzliches Personal noch Geräte (Schaufeln, Spitzhacken usw.) oder Material zum Abstützen des Stollens zur Verfügung. Sogar einen Theodolit musste sich Pleasants aus Washington leihen. Am 25. Juni begannen die Arbeiten. Den Stollenanfang verschloss eine luftdichte Tür. Eine viereckige Lutte verlief vom Eingang bis zum Stollenende und versorgte die Arbeiter mit Frischluft. Die Luftzirkulation wurde mit Hilfe eines Kamins aufrechterhalten. Die Soldaten stellten den Stollen am 17. Juli fertig. Er war 155 m lang und endete in drei Seitengängen, die ab dem 23. Juli mit insgesamt dreieinhalb Tonnen Schwarzpulver so gefüllt wurden, dass die Wucht der Explosion nach oben gerichtet war. Die letzten zwölf Meter des Stollens ließ Pleasant als Verdämmung wieder füllen.
Das taktische Ziel des nach der Explosion der Mine durchzuführenden Angriffs sollte der Kamm einer Bodenwelle (Cemetery Ridge) 450 m hinter den konföderierten Stellungen sein, von der aus es möglich war, Petersburg direkt zu beschießen.
Auf konföderierter Seite blieb das Graben des Stollens nicht unbemerkt. Brigadegeneral Edward Porter Alexander meldete General Lee am 30. Juni, dass er vermute, das aus Bergarbeitern bestehende 48. Pennsylvania Regiment baue einen Stollen unter den Frontvorsprung. Obwohl auch die konföderierten Pioniere einen solchen Stollen für unrealistisch hielten, ließ Lee sofort Schächte beiderseits des Frontvorsprungs ausheben, an deren Ende Horchstollen vorgetrieben wurden. Der Stollen der Union wurde nicht gefunden, und da die Grabungsgeräusche nach dem 23. Juli aufhörten, gingen die Konföderierten davon aus, dass das Vorhaben der Union aufgegeben oder gescheitert war.

## Planung

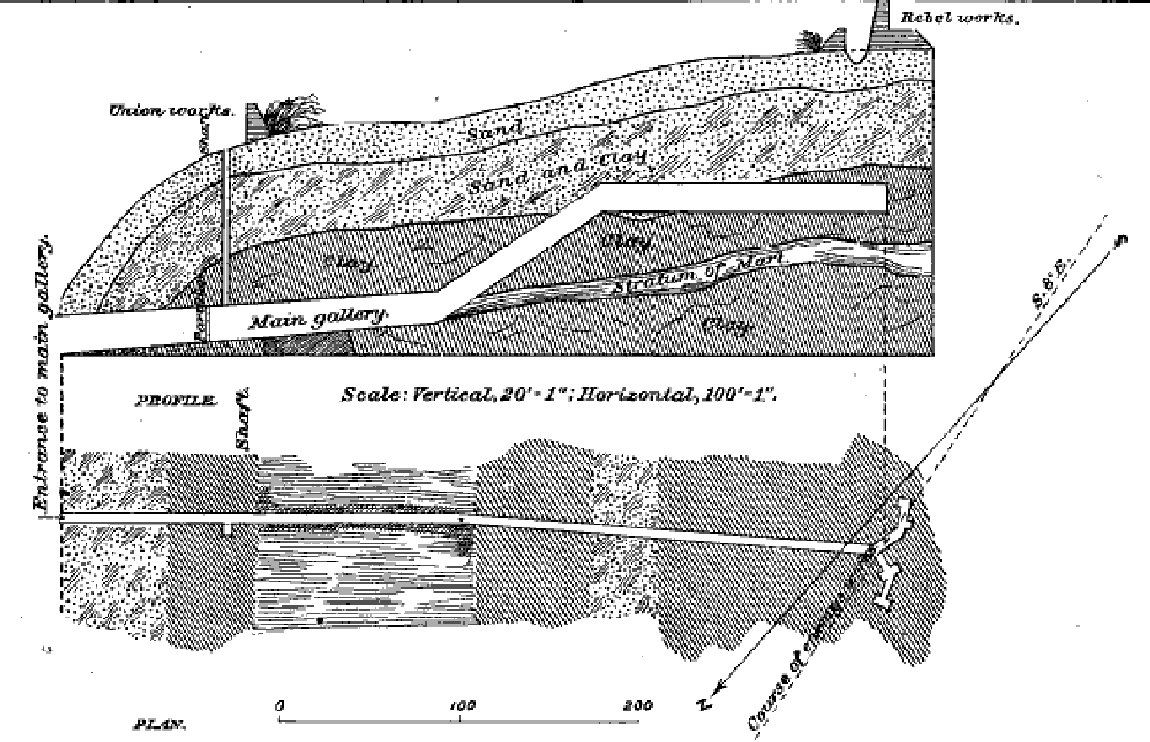
Skizze des Stollens

### Allgemeines
Das IX. Korps bestand aus vier Divisionen. Burnside hatte die Einsatzbereitschaft der Divisionen durch Oberstleutnant Loring überprüfen lassen. Dieser meldete dem Kommandierenden General, dass die weißen Truppen des Korps zu einem Sturmangriff nicht geeignet seien. Die 4. Division war während des Überland-Feldzuges ausschließlich mit Bewachungs- und Versorgungsaufgaben im Rückwärtigen Korpsgebiet beauftragt gewesen. Sie war deshalb die stärkste Division des Korps. Die Division führte Brigadegeneral Edward Ferrero, sie bestand ausschließlich aus farbigen Soldaten.
Der Operationsplan sah vor, beiderseits der durch die Detonation geschlagenen Bresche vorzugehen, die dort befindlichen konföderierten Stellungen zu nehmen und den folgenden Divisionen so die Möglichkeit zu geben, ohne feindliches Feuer aus der Flanke in die Tiefe auf die Cemetery Ridge vorzustoßen.
Die 4. Division begann nach der Auftragserteilung mit der Vorbereitung. Dazu gehörten Geländeeinweisungen der Kommandeure und Kompaniechefs sowie intensive Gefechtsübungen der Regimenter. Die Ausbildung begann drei Wochen vor der geplanten Operation und dauerte so lange, bis die Soldaten der Regimenter die Bewegungen auch bei Dunkelheit durchführen konnten.
Burnside trug Generalmajor Meade seinen Operationsplan am 28. Juli vor. Meade hatte bereits früher die Menge des für die Sprengung benötigten Sprengstoffes um ein Viertel verringert. Nun stimmte er dem Einsatz der farbigen Division als Angriffsspitze nicht zu, weil er Farbige für unfähig hielt, solche schwierigen Aufgaben zu erfüllen. Zudem bestand Meade darauf, dass die angreifenden Truppenteile durch die Bresche hindurch direkt auf das Angriffsziel – Cemetery Ridge – vorstoßen sollten, ohne auf eine eventuelle Flankenbedrohung zu achten. Burnside protestierte heftig gegen diese Befehle und erreichte, dass Meade, der noch am selben Tag zu Generalleutnant Grant reiten wollte, diesen um eine Entscheidung bat. Als Burnside am Abend und am nächsten Morgen keine Informationen über eine anders lautende Entscheidung Grants vom Armeeoberkommando erhielt, nahm er an, sein Operationsplan sei bewilligt und fragte auch nicht erneut bei der Armee nach. Er legte den Angriffsbeginn für den 30. Juli, 3.30 Uhr fest.
Gegen Mittag des 29. Juli erschien Generalmajor Meade bei Burnside und teilte ihm mit, dass Generalleutnant Grant entschieden habe, dass weiße Divisionen als Angriffsspitzen einzusetzen seien. Meade selbst bestand darauf, dass der Angriff unter allen Umständen auf die Cemetery Ridge zielen sollte, ohne auf die Flanken zu achten.
Bei einer mehrstündigen Besprechung, an der die drei „weißen“ Divisionskommandeure teilnahmen, konnte Burnside sich nicht entscheiden, welche Division als Angriffsspitze eingesetzt werden sollte. Gegen 15.00 Uhr warf er schließlich drei Zettel in einen Hut; der Divisionskommandeur der 1. Division, Brigadegeneral Ledlie, „gewann“. Burnside beauftragte Oberstleutnant Loring die Divisionskommandeure in das Gelände einzuweisen und befahl die Ausgangsstellungen der Divisionen.

### Operationspläne
Meade erschien am Nachmittag noch einmal beim IX. Korps, um sich zu überzeugen, dass der von ihm befohlene Angriff auf Cemetery Ridge auch ohne Abweichungen geplant wurde. Der Operationsplan der Potomac-Armee sah vor:
Das IX. Korps sollte nach der Detonation um 3.30 Uhr über die Bresche hinweg angreifen, die Höhe (Cemetery Ridge) nehmen und halten. Anschließend sollte das XVIII. rechts und das V. Korps links über das IX. Korps hinweg den erreichten Brückenkopf ausweiten. Burnside musste den durchdachten Operationsplan für das IX. Korps wegen der Anweisungen Meades ändern. Dieser sah nun vor:
Die 1. Division sollte durch die Bresche angreifen. Das Angriffsziel war Cemetery Ridge jenseits der Bresche. Die 2. und 3. Division sollten der 1. folgen, und, wenn diese das Angriffsziel genommen hatte, links und rechts der 1. Division den Flankenschutz übernehmen. Die 4. Division sollte anschließend über die 1. Division und weiter in Richtung Petersburg angreifen.
Brigadegeneral Ledlie befahl seinen beiden Brigadekommandeuren, links und rechts der Bresche vorzugehen und die konföderierten Stellungen zu nehmen. Der wahrscheinlich durch die Explosion entstehende Krater sollte nicht betreten werden. Ledlie nahm an, dass danach die beiden anderen Divisionen ebenfalls links und rechts der Bresche angreifen, während die 4. Division durch die Bresche auf Cemetery Ridge vorgehen würde.
Ein Brigadekommandeur der 1. Division schärfte seinen Kommandeuren ein, dass die Einnahme und das Halten der gegnerischen Verschanzungen beiderseits der Bresche vordringliches Ziel der 1. Division sei. Die Einnahme von Cemetery Ridge sei von untergeordneter Bedeutung.

### Lage der Konföderierten
Nachdem Brigadegeneral Alexander den Bau des Stollens bemerkt hatte, befahl er eine Umgliederung der konföderierten Artillerie. In Elliot’s Salient verblieb nur noch eine Batterie bestehend aus vier Geschützen; links, hinter und rechts des Vorsprungs ließ er Batterien so in Stellung gehen, dass das Feuer auf Elliot’s Salient zusammengefasst werden konnte. Die Feldbefestigungen im Vorsprung wurden unverändert von Teilen der 18. und 22. South Carolina Infanterieregimenter aus Elliots Brigade besetzt. Die Verbände der benachbarten Infanteriebrigaden konnten flankierend auf Elliot’s Salient wirken. Für den Fall der Detonation einer Mine ließ General Beauregard ungefähr 30 m hinter dem Vorsprung eine neue Feldbefestigung mit einer Wallhöhe von ungefähr drei Meter bauen, die deutlich höher als die Feldbefestigungen der Hauptkampflinie war.

## Ablauf der Schlacht

### Angriffsbeginn
Am späten Abend und in der Nacht verließen die 1. bis 3. Division des IX. Korps ebenso wie die für die Ausweitung des Erfolges vorgesehenen Verbände der benachbarten Korps ihre Feldbefestigungen und verlegten weitgehend lautlos in die Räume, aus denen der Angriff beginnen sollte. Die 1. Division erreichte ihre Ausgangsstellungen erst gegen 2.00 Uhr. Insgesamt standen ungefähr 20.000 Soldaten für den Angriff bereit.
Um die Explosion zeitgerecht um 3.30 Uhr erfolgen zu lassen, zündeten Soldaten des 48. Pennsylvania Infanterieregiments die Zündschnur im Stollen an. Als bis 4.00 Uhr keine Explosion erfolgt war, wagten sich erneut Soldaten in den Stollen. Die Zündschnur war erloschen. Die Soldaten bauten eine neue Lunte ein und entzündeten diese. Um 4.44 Uhr explodierten die unter Elliot’s Salient verbauten dreieinhalb Tonnen Schwarzpulver.

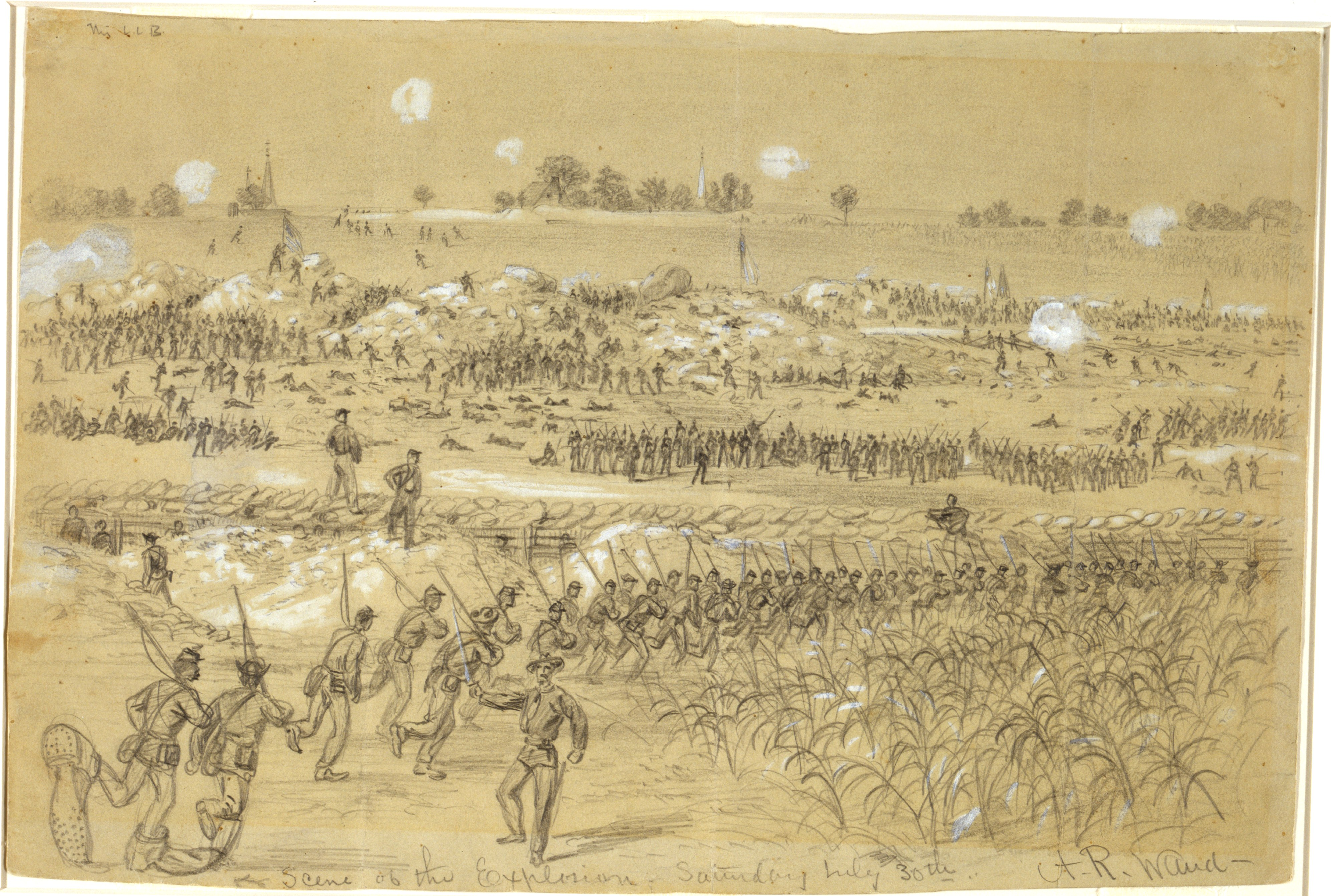
Angriff nach der Detonation
Bleistiftskizze von Alfred Rudolph Waud

Die Explosion überraschte viele konföderierte Soldaten im Schlaf. Körper und Körperteile, Kriegsgeräte und Erde flogen durch die Luft, viele Soldaten in Unterständen wurden verschüttet. Durch die Explosion waren unmittelbar 278 Soldaten getötet oder verwundet worden. Die Artilleriebatterie verlor alle vier Geschütze. Die überlebenden Soldaten in den Feldbefestigungen beiderseits Elliot’s Salient flohen demoralisiert. Zwischen der 1. Division und Cemetery Ridge befanden sich daher keine konföderierten Truppen mehr. Direkt nach der Explosion riegelte die Unionsartillerie das Gelände jenseits des entstandenen Kraters ab.
Die Wucht der Explosion überraschte auch die Soldaten der 1. Division des IX. Korps. Viele verließen in Panik den Ort, an dem sie sich befanden, und suchten weiter hinten Schutz vor umherfliegenden Brocken. Dadurch kam die Gefechtsordnung völlig durcheinander. Der ohrenbetäubende Lärm des fast zeitgleich einsetzenden Artilleriefeuers erschwerte das Herstellen der Ordnung.
Als sich Rauch und Qualm der Explosion nach 20 Minuten verzogen hatten, kletterten die ersten Angreifer aus den Feldbefestigungen. Deren Wände waren ungefähr 2,40 m hoch, und die angreifenden Soldaten hatten keine Leitern dabei. Über schnell gefüllte Sandsäcke und in die Holzverschalung getriebene Bajonette kletterten die Soldaten nacheinander über den Grabenrand, so dass die vorgesehene Gefechtsformation nicht eingenommen werden konnte. Das Durcheinander vergrößerte sich, als die Angreifer sich Wege durch die eigenen Geländeverstärkungen suchen mussten. Ohne Gegenwehr erreichten die ersten Soldaten den durch die Explosion geschaffenen Krater. Der war 10 Meter tief, 60 Meter breit und 20 Meter lang. In der Frontlinie der Konföderierten klaffte eine 300 m breite Bresche. Zu beiden Seiten der Bresche waren die Stellungen auf einer Länge von 300 m von den Konföderierten verlassen.
Als das vorderste Regiment den Kraterrand erreicht hatte, blieben die Soldaten erstaunt stehen und bestaunten das Ergebnis der Explosion. Schließlich kletterten sie in den Krater, teilweise um zu plündern, teilweise auch um verschütteten Konföderierten zu helfen. Da der Auftrag den Angriff durch die Bresche, die jedoch zum Krater geworden war, vorsah, folgten die Offiziere ihren Soldaten. Das Gleiche geschah bei den folgenden Regimentern der 1. Division. Eine Fortführung des Angriffs aus dem Krater heraus gelang nicht, weil die Kraterwände nur unter großen Schwierigkeiten ohne Leitern zu erklettern waren. Der Divisionskommandeur, Brigadegeneral Ledlie, war dem Angriff noch nicht gefolgt und hielt sich in einem Unterstand in den Feldbefestigungen auf. Dort verblieb er für die Dauer der Schlacht.
Einigen Offizieren des 14. New York Heavy Artillerie-Regiments – als Infanteristen eingesetzt – gelang es, Teile ihrer Einheiten auf dem Kraterrand auf die andere Seite zu führen und dort in die Feldbefestigungen der Konföderierten einzubrechen.

### Konföderierte Gegenmaßnahmen

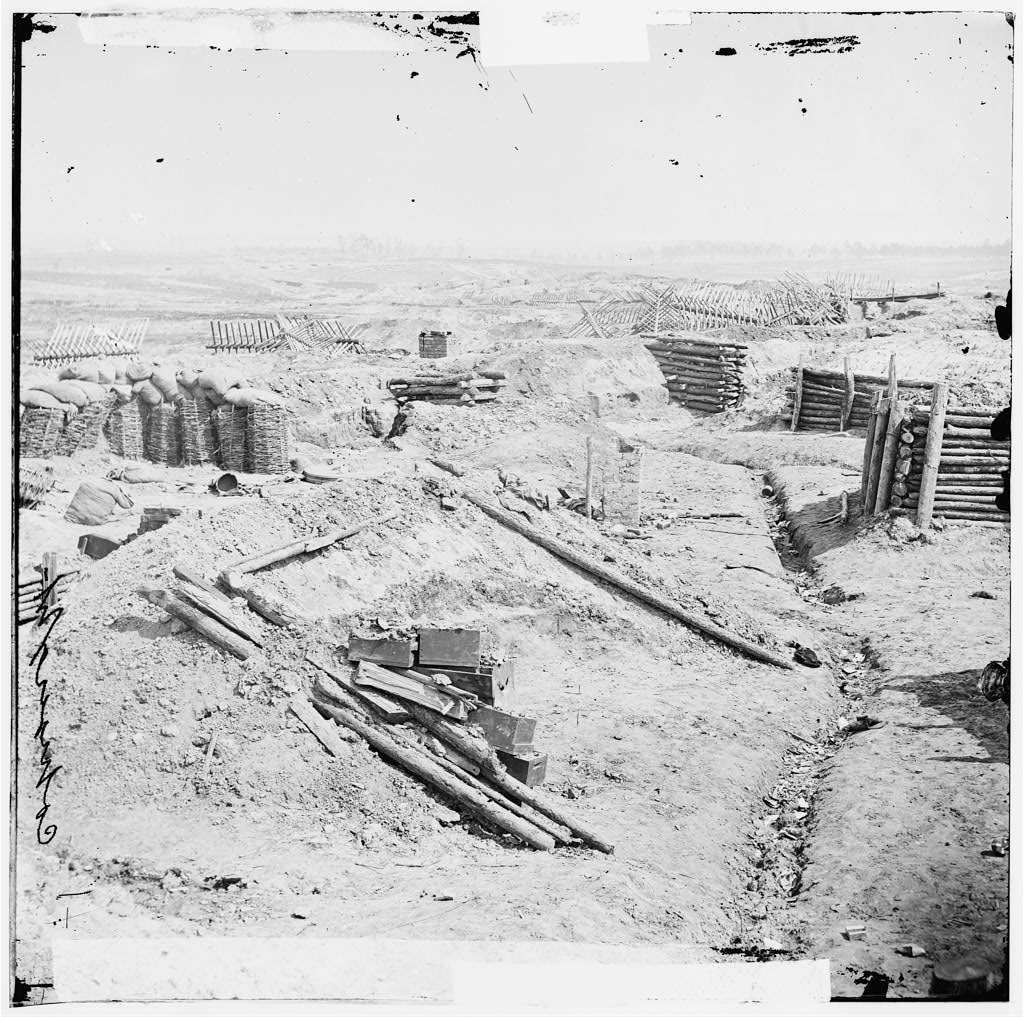
Konföderierte Feldbefestigungen beiderseits und hinter dem Krater

Die Gewalt der Explosion erschreckte die Angehörigen der beiderseits des Vorsprungs eingesetzten Regimenter genauso wie deren Gegenüber. In Panik verließen Soldaten ihre Feldbefestigungen und flohen nach Westen. In den konföderierten Feldbefestigungen jeweils 150 m beiderseits des Kraters befanden sich nur noch wenige konföderierte Soldaten.
Als die Konföderierten die Annäherung der Unionstruppen erkannten, eröffneten die beiderseits und rückwärts des Kraters eingesetzten Artilleriebatterien das Feuer. Auch die in den Feldbefestigungen verbliebenen Infanterieregimenter begannen aus den Flanken auf die angreifenden Unionssoldaten zu schießen.
Die verschanzten sich im Krater in der Fehlannahme, dass dies eine gute Deckung sei. Konföderierte Truppen unter der Leitung von Brigadegeneral William Mahone umringten in einem Gegenangriff den Krater und feuerten von allen Seiten hinein. Als die 1. Division den Krater besetzte, gelang es konföderierten Offizieren, die Panik unter den geflohenen Soldaten zu beenden und sie in die verlassenen Stellungen zurückzuführen. Dort wirkten sie auf die nachrückende 2. Division des IX. Korps. Gleichzeitig kam es westlich des Kraters zu Grabenkämpfen mit der dort eingedrungenen Infanterie.
General Lee, der seinen Gefechtsstand nur 500 m westlich des Kraters bezogen hatte, befahl gegen 6.00 Uhr einen Gegenangriff mit zwei Infanteriebrigaden unter der Führung von Generalmajor William Mahone.

### Fortführung des Angriffs des IX. Korps
Die 2. und 3. Division folgten der 1. Division. Wegen des sich immer mehr steigernden Abwehrfeuers in die Flanken der Angreifer bezog jeweils eine Brigade Stellungen rechts und links des Kraters, um einen Flankenschutz aufzubauen. Die beiden anderen Brigaden gelangten ebenfalls in den Krater. Die Soldaten im Krater waren dem Artillerie- und Infanteriefeuer schutzlos ausgesetzt, da die steilen Wände keine Deckung boten.
Die im Kampf um und in Feldbefestigungen ungeübten Soldaten des 14. New York Heavy Artillerie-Regiments hatten sich teilweise in den Stellungen verirrt und wurden von den zurückkehrenden Konföderierten in Richtung des Kraters zurückgeworfen.
Anstatt den Angriff verloren zu geben, schickte Maj. Gen. Burnside die farbigen Truppen des USCT unter Brigadegeneral Edward Ferrero in die Schlacht, die sich ebenfalls im Krater zu verschanzen versuchten.
Weitere Unionstruppen trieben die Konföderierten für einige Stunden im Mann-gegen-Mann-Kampf zurück, letztendlich waren die Konföderierten unter Mahone aber in der Lage, die Befestigungsanlage wieder komplett zu sichern.

## Auswirkungen
Meade klagte Burnside im Folgenden an. Burnside wurde in der Untersuchung gerügt und nie wieder in den aktiven Dienst zugelassen. Anfang des Jahres 1865 wurde Burnside entlastet und Meade für die Änderung des Angriffsplans verurteilt. Ledlie wurde für sein Verhalten während der Schlacht entlassen.
Pleasants, der an der Schlacht selbst nicht beteiligt war, erhielt Lob für Idee und Ausführung. Für seine Benennung zum Brevet-Brigadegeneral am 13. März 1865 wurde seine Rolle explizit erwähnt.
Mahones Sieg sorgte für einen dauerhaften Ruf als einer der besten jungen Generale in Lees Armee im letzten Kriegsjahr.

## Ort der Schlacht heute

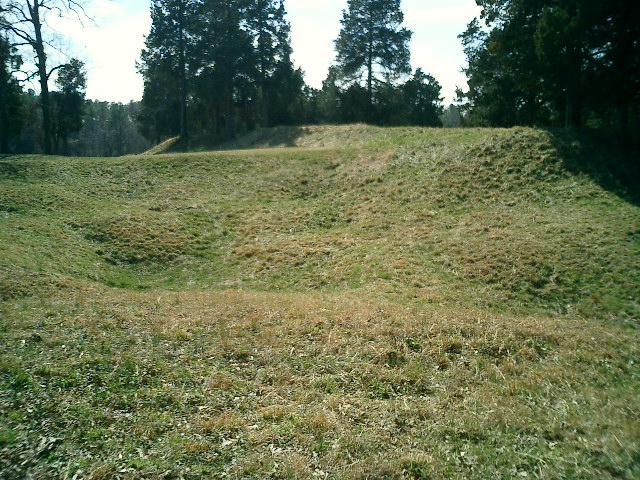
Der Krater 2004

Heute ist der Ort der Kraterschlacht Teil des historischen Petersburg National Battlefield Park mitten im Stadtgebiet von Petersburg und liegt etwa 3 Kilometer südöstlich des Stadtzentrums von Petersburg. Der Park wird jährlich von ungefähr 140.000 Menschen besucht und umfasst neben dem Ort der Kraterschlacht bei Elliot’s Salient ein Besucherzentrum mit Museum an der Virginia State Route 36 und weitere Orte des Richmond-Petersburg-Feldzuges. Der Eingang zum Stollen, in dem der Sprengstoff gezündet wurde, wird für Besucher jedes Jahr zum Jahrestag am 30. Juli geöffnet.

## Verfilmungen
Der Film Unterwegs nach Cold Mountain beginnt mit dieser Schlacht.